# جونا هيكس
جونا هيكس هو بطل مخالف للعرف في دي سي كومكس،ظهرت الشخصية لأول مرة في 1972.